# 长春观 (武汉市)
长春观是一座位于湖北省武汉市武昌区蛇山东部双峰山南坡的道教宫观，属于道教全国重点宫观之一，亦为武汉市境内现存最为完整的道教建筑群。

## 历史
长春观始建于元，相传为邱处机的门徒所建，以丘处机的道号“长春子”命名。由于长春观地处武昌古城的一处制高点，为一战略要地，所以长春观多次毁于兵火。清咸丰二年（1852年），太平军攻打武昌城时曾将指挥部设在了长春观，因太平军信基督教，视佛、道二教为异端，遂以“邪教”“妖迹”之名毁掉了长春观和宝通寺。后于同治三年（1863年）重建，今天长春观的主要建筑就是建造于这一时期。1926年，北伐战争期间，北伐军攻打武昌时，叶挺独立团就驻扎在长春观内，并将前线指挥部设在观中的三皇殿。1931年长春观又进行了一次较大规模的修缮。

## 现状

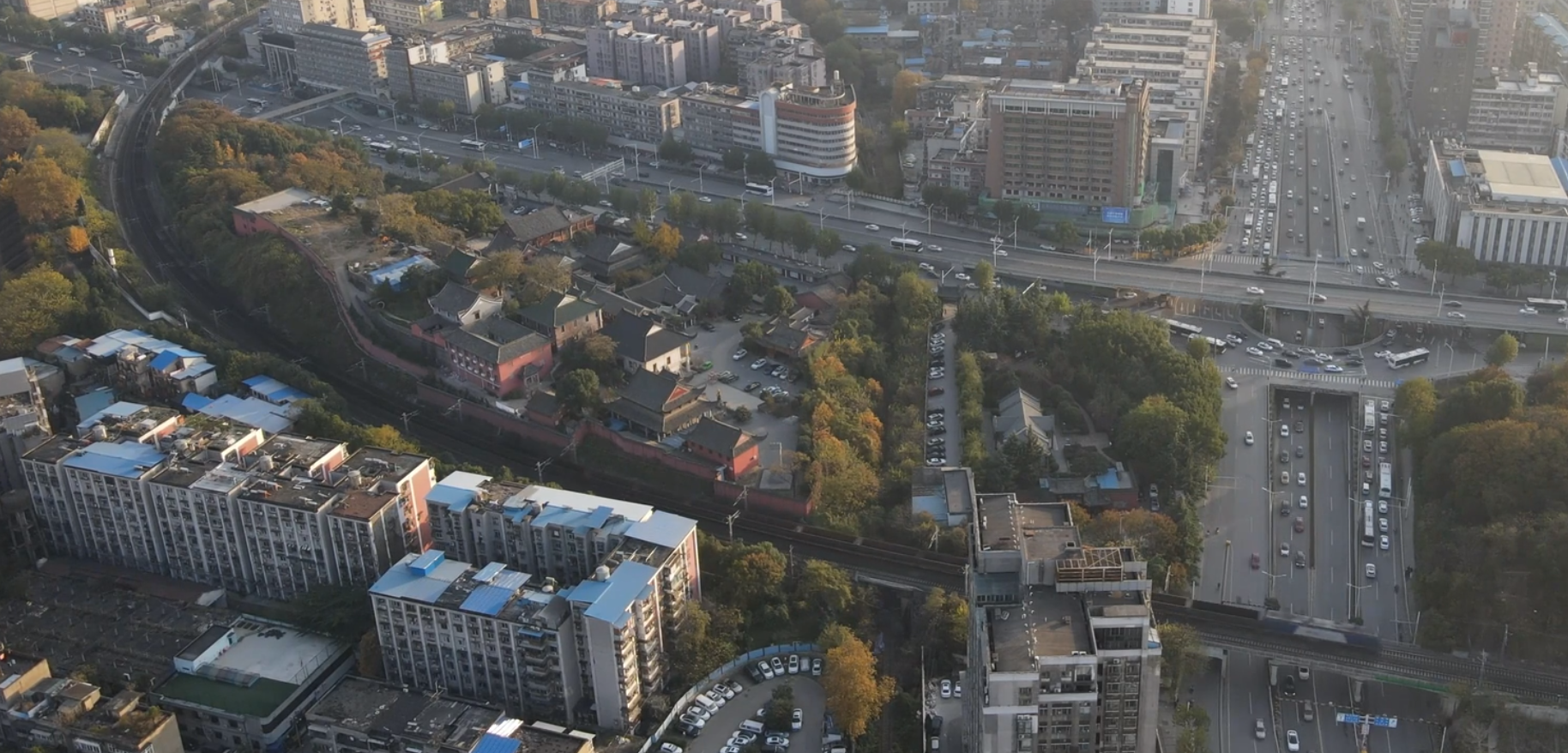
长春观现状（2021年），建筑群为京广铁路、武珞路、武九铁路所包围

长春观是目前武汉规模最大，保存最为完整的道教古建筑群。湖北省道教协会与武汉市道教协会均设于此。1982年被国务院定为全国21处重点宫观之一而予以开放。1992年被列为湖北省文物保护单位。2009年长春观现任住持吴诚真道长升座为方丈，成为中国首位道教女方丈。